# Mločík kalifornský
Mločík kalifornský (Batrachoseps attenuatus) je ocasatý obojživelník náležící do rodu Batrachoseps. Druh popsal Johann Friedrich von Eschscholtz roku 1833.

## Výskyt
Mločík kalifornský se vyskytuje podél západního pobřeží Spojených státech amerických, rozšířil se od jihozápadního Oregonu až po Montereyský záliv v Kalifornii. Roztroušené populace obývají například Sacramento Valley nebo různé lokality v okrese Shasta v Kalifornii.
Co se týče možného biotopu, mločík toleruje různá stanoviště. Lze se s ním setkat jak v lesích, tak v travnatých oblastech, v bažinatých areálech, v sušším chaparralu i v urbanizované krajině. Běžně se ale vyskytuje na vlhkých místech.

## Popis
Mločík kalifornský je malým druhem a vzhledem může připomínat červa. Vyznačuje se dlouhým a štíhlým tělem, s dlouhým ocasem; je typickým zástupcem čeledi. Celková délka těla činí mezi 75 až 140 mm, SVL (délka čenich až kloaka, z anglického Snout–to-vent length) je 32 až 47 mm. Hlava tohoto druhu je úzká a končetiny, vybavené čtyřmi prsty, krátké. Zbarvení mločíka kalifornského může být různorodé. Barva je temně hnědá až černá, s pruhem táhnoucím se přes záda, spodek těla je tmavý, u ocasu světlejší, a zdobí jej skvrny. Zbarvení slouží jako maskování.

## Chování
Mločík kalifornský je aktivní během noci a běžně žije, zvláště během suchého období (či během zimy), v podzemí. Pokud však zaprší, odváží se vylézt ze svého podzemního útočiště. V některých oblastech tráví na zemi celý rok. Živí se bezobratlými živočichy, které uchvátí ze zálohy. Predace na mločíkovi kalifornském potom naopak pochází například od mločíka žlutoskvrnného (Aneides flavipunctatus), křečků nebo hadů. Mločík si nicméně vyvinul několik způsobů obrany. V případě nebezpečí může odvrhnout ocas (což je však pro mločíky kalifornské nevýhodné, protože ocas skrývá zásoby tuku), nebo se může pomocí stahů těla jako pružina vymršťovat až na 60cm vzdálenost.
Rozmnožování probíhá hlavně podzemí, samice klade vajíčka po deštích mezi říjnem a listopadem. Snůška činí 4 až 13 vajíček, průměrně deset, samice je mohou klást do společných hnízd. Ve vajíčcích probíhá celý proces vývoje a vyklubou se z nich asi po 60 dnech již plně vyvinutí jedinci. Za dva až čtyři roky se již mohou mločíci rozmnožovat a dožívají se osmi až deseti let.

## Ohrožení
Podle Mezinárodního svazu ochranu přírody (IUCN) patří mločík kalifornský mezi málo dotčené druhy se stabilní a početnou populací, přesahující zřejmě 100 000 dospělců.